# 第27回大阪都市景観建築賞
第27回大阪都市景観建築賞（大阪まちなみ賞）は、平成19年（2007年）に実施された。
知事賞・市長賞ともに、歴史や景観に配慮し、街との調和を意識した商業施設が選ばれた。
推薦作品も全体的に、景観に配慮されたデザインレベルの高い物が多かったが、個性や独創性が強い作品は少ないという傾向があった。

## 日程
2007年（平成19年）に推薦・審査・決定・発表・表彰が行われた。
- 7月1日-31日：一般から推薦受付。
- 11月：入賞作品の決定・発表。
- 12月5日：大阪市立クレオ大阪南にて表彰式並びに記念講演を開催。

## 選考
- 審査対象：109件
  - 建物：99件
  - まちなみ：10件

- 現地審査：20件
  - 建物：16件
  - まちなみ：4件

## 入賞作品
| 賞区分 | 作品名                    | 主用途                | 所在地                    | 完成年月   |
| ------ | ------------------------- | --------------------- | ------------------------- | ---------- |
| 知事賞 | そごう心斎橋本店          | 店舗（百貨店）        | 大阪市中央区心斎橋筋1-8-3 | 2005年9月  |
| 市長賞 | アーバンテラス茶屋町      | 店舗（物販・飲食）    | 大阪市北区茶屋町15-22     | 2006年3月  |
| 会長賞 | 中之島セントラルタワー    | 事務所                | 大阪市北区中之島2-2-7     | 2005年7月  |
| 特別賞 | 大阪女学院                | 学校 チャペル（講堂） | 大阪市中央区玉造2-26-54   | 2001年8月  |
| 奨励賞 | Co（シーオー）            | 戸建住宅              | 堺市                      | 2005年12月 |
| 奨励賞 | 堺自然ふれあいの森 森の館 | 展示室・管理事務所    | 堺市南区畑1740            | 2004年2月  |
| 奨励賞 | 大阪法務局北分庁舎        | 事務所                | 大阪市北区西天満1-11-4    | 2006年2月  |

## 審査委員
| 委員長 | 氏名                   | 専門     | 所属・役職                                                 |
| ------ | ---------------------- | -------- | ---------------------------------------------------------- |
|        | 大井昇二               | 建築     | （社）建築業協会関西支部                                   |
|        | 大石智幸               | 色彩     | （社）日本塗料工業会                                       |
|        | 門川 清行              | 建築     | （社）大阪建設業協会委員                                   |
|        | 佐藤友美子             | 文化     | サントリー次世代研究所部長                                 |
|        | 清水猛                 | 報道     | NHN大阪放送局放送センター編成美術副部長                    |
|        | 下村泰彦               | 造園     | 大阪府立大学大学院生命環境科学研究科緑地環境科学専攻准教授 |
|        | 鈴木毅                 | 建築     | 大阪大学大学院工学研究科地球総合工学専攻准教授             |
|        | 巽正和                 | デザイン | インダストリアルデザイナー                                 |
|        | 中嶋節子               | 建築     | 京都大学大学院人間・環境学研究科准教授                     |
|        | 夏原 晃子              | デザイン | 美術造形デザイナー                                         |
|        | 二井清治               | 建築     | （社）日本建築家協会近畿支部副支部長                       |
|        | 久隆浩                 | 都市計画 | 近畿大学理工学部社会環境工学科教授                         |
|        | 藤田治彦               | 芸術     | 大阪大学大学院文学研究科文化表現論専攻教授                 |
|        | ベルナルド・カトリッセ | 外国文化 | （財）ベルギーフランドル交流センタ一館長                   |
| ○      | 増田昇                 | 造園     | 大阪府立大学大学院生命環境科学研究科緑地環境科学専攻教授   |
|        | 松村慶三               | 建築     | （社）大阪府建築士会特任顧問                               |
|        | 宗田奎二               | 建築     | （社）大阪建築士事務所協会副会長                           |
|        | 渡辺雅隆               | 報道     | 朝日新聞社会グループエディター                             |